# Electrodinàmica estocàstica
L'electrodinàmica estocàstica (SED) amplia l'electrodinàmica clàssica (CED) de la física teòrica afegint la hipòtesi d'un camp de radiació invariant de Lorentz clàssic amb propietats estadístiques similars a les del camp electromagnètic de punt zero (ZPF) de l'electrodinàmica quàntica (QED).

## Ingredients clau
L'electrodinàmica estocàstica combina dues idees clàssiques convencionals: l'electromagnetisme derivat de càrregues puntuals que obeeixen les equacions de Maxwell i el moviment de partícules impulsat per les forces de Lorentz, amb una hipòtesi no convencional: el camp clàssic té radiació fins i tot a T=0. Aquesta radiació de punt zero es dedueix d'observacions de les forces (macroscòpiques) de l'efecte Casimir a baixes temperatures. A mesura que la temperatura s'acosta a zero, les mesures experimentals de la força entre dues plaques conductores sense càrrega en el buit no arriben a zero com prediria l'electrodinàmica clàssica. Prenent aquest resultat com a evidència de la radiació clàssica de punt zero condueix al model d'electrodinàmica estocàstica.

## Breu història
L'electrodinàmica estocàstica és un terme per a una col·lecció d'esforços de recerca de molts estils diferents basats en l'assumpte que existeix una radiació electromagnètica aleatòria invariant de Lorentz. Les idees bàsiques existeixen des de fa molt de temps, però Marshall (1963) i Brafford semblen haver originat els esforços més concentrats que van començar als anys seixanta. A partir de llavors, Timothy Boyer, Luis de la Peña i Ana María Cetto van ser potser els col·laboradors més prolífics dels anys setanta i més enllà. Altres han fet contribucions, alteracions i propostes concentrades en l'aplicació de SED als problemes de QED. Un fil separat ha estat la investigació d'una proposta anterior de Walther Nernst que intentava utilitzar la noció SED d'un ZPF clàssic per explicar la massa inercial com a conseqüència d'una reacció al buit.
El 2010, Cavalleri et al. van introduir SEDS (SED "pur", com ells l'anomenen, més spin) com una millora fonamental que afirmen que pot superar tots els inconvenients coneguts del SED. També afirmen que SEDS resol quatre efectes observats que fins ara no s'han explicat per QED, és a dir, 1) l'origen físic de la ZPF i el seu tall superior natural; 2) una anomalia en estudis experimentals de la massa en repòs de neutrins; 3) l'origen i el tractament quantitatiu del soroll 1/f; i 4) la cua d'alta energia (~ 1021 eV) dels raigs còsmics. Es proposen dos experiments de difracció d'electrons de doble escletxa per discriminar entre QM i SEDS.
El 2013, Auñon et al. va demostrar que les interaccions de Casimir i Van der Waals són un cas particular de forces estocàstiques de fonts electromagnètiques quan es tria l'ampli espectre de Planck i els camps d'ones no estan correlacionats. Abordant emissors de llum parcialment coherents fluctuants amb una distribució d'energia espectral a mida en el rang òptic, això estableix el vincle entre l'electrodinàmica estocàstica i la teoria de la coherència; d'ara endavant proposant una manera de crear i controlar òpticament tant camps de punt zero com les forces de Lifshitz de les fluctuacions tèrmiques. A més, això obre el camí per construir moltes més forces estocàstiques en l'ús de fonts de llum de banda estreta per a cossos amb respostes dependents de la freqüència

## Àmbit de SED
SED s'ha utilitzat en els intents de proporcionar una explicació clàssica per als efectes que abans es considerava que requerien la mecànica quàntica (aquí restringit a l'equació de Schrödinger i l'equació de Dirac i QED) per a la seva explicació. També ha motivat un suport clàssic basat en ZPF per a la gravetat i la inèrcia. No hi ha un acord universal sobre els èxits i els fracassos de SED, ja sigui en la seva congruència amb les teories estàndard de mecànica quàntica, QED i gravetat o en el seu compliment amb l'observació. Les següents explicacions basades en SED són relativament poc controvertides i estan lliures de crítiques en el moment d'escriure:
- La força de Van der Waals[12]
- Diamagnetisme[13]
- L'efecte Unruh[14]

Els següents càlculs basats en SED i afirmacions relacionades amb SED són més controvertits, i alguns han estat objecte de crítiques publicades:
- L'estat fonamental de l'oscil·lador harmònic[15]
- L'estat fonamental de l'àtom d'hidrogen[16]
- ones de De Broglie[17]
- Inèrcia[18][19]
- Gravitació[20]